# Homaluroides abdominalis
Homaluroides abdominalis is een vliegensoort uit de familie van de halmvliegen (Chloropidae). De wetenschappelijke naam van de soort is voor het eerst geldig gepubliceerd in 1895 door Daniel William Coquillett.